# Amar Ben Belgacem
Amar Ben Belgacem (arabisch عمار بن بلقاسم, DMG ʿAmmār b. Balqāsim), genannt AMAR, (* 18. Juni 1979 in Paris; † 25. August 2010 ebenda) war ein französisch-tunesischer Maler.

## Leben
Amar wurde 1979 als Sohn tunesischer Eltern geboren. Im Jahre 1984 beschlossen seine Eltern, ihn – zusammen mit seinen Geschwistern – in der tunesischen Stadt Hammamet zur Schule zu schicken. Bis zu seinem 19. Lebensjahr lebte er dort in der Villa seiner Eltern, die er selbst als „künstlerisch“ beschrieb.
Der tunesische Maler Aly Ben Salem lebte in der Nähe dieses Hauses. Als Amar im Alter von zehn Jahren mit der Malerei begann, erhielt von ihm Ratschläge und Ermutigungen. Amar blieb bei der Malerei und konnte bereits 1993 seine erste Ausstellung in Hammamet eröffnen.
Im Alter von 19 Jahren wählte er Paris als seinen Hauptwohnsitz aus und konzentrierte sich ganz auf die Kunst. Damit hatte er herausragenden Erfolg: Seine Werke wurden in über 20 Ländern ausgestellt, darunter Frankreich, Italien, Ägypten, Japan und die USA.
Er starb im Jahre 2010 und wurde in Hammamet beigesetzt.
Amar Ben Belgacem war Mitglied der International Association of Plastic Arts, der European Association for Plastic Arts, der International Academy „Lutece“, der Vereinigung der bildenden Künstler Tunesiens und der Association of the plastic artists of Hammamet.

## Auszeichnungen und Ehrungen

### Preise
- 1997: Ehrendiplom vom Festival d’art plastique de Sbikha; besondere Auszeichnung und Preisverleihung auf der Internationalen Biennale of Malta (Certificate of merit); „Wörter“ 28th International Contest Lutece, organisiert von der International Academy of Lutèce;
- 1998: premio internazionale di Pittura e Scultur Grolla d’Oro 1998 (XXXIIIe édition) de Volpago del Montello; Preis in der Kategorie „Jugendliche unter 25 Jahren“ der International Academy of Lutece;
- 1999: médaille de bronze de l’Élite (Société française d’encouragement);
- 2007: trophée de la Fédération nationale des clubs Convergences (Lyon).

### Ehrungen
Am 2. August 2006 bekam er den Rang eines „Offiziers für kulturelle Verdienste“ durch den Minister für Kultur und Denkmalpflege des Staates Tunesien verliehen.

## Werke in öffentlichen Sammlungen
- Hammamet: internationales Kulturzentrum, Gemeinde und öffentliche Bibliothek;
- Les Mureaux: Multimedia-Bibliothek;
- Mgarr: Tempra Museum für Zeitgenössische Kunst;
- Paris: Sammlungen der UNESCO;
- Tunis: tunesische Sammlungen des Staates;
- Turin Museum of Urban Art (Wandbild Nummer 30 der Via Nicola Fabrizi).

## Ausstellungen
- 1993: Hammamet (Workshop und Ausstellung)[2], Moskau (Einzelausstellung)
- 1995: Brüssel, Casablanca, Hammamet, Rabat
- 1996: Hammamet, Luxemburg, Nabeul (Einzelausstellung im Haus der Kultur), Paris (Gruppenausstellung in der Nationalversammlung), Tunis (Ausstellung in der Galerie Yahia)
- 1997: Blois (Ausstellung), Hammamet (Gruppenausstellung im International Cultural Center, Einzelausstellung in der öffentlichen Bibliothek, Gruppenausstellung im Hotel Venus), Bardo (Ausstellung in der National Gallery Alyssa), Valletta (Gruppenausstellung auf der Internationalen Biennale of Malta), Paris (Ausstellung im Salon des Beaux-Arts, International Academy of Lutece, persönliche Ausstellung im Kulturzentrum von Tunesien, sowie Gruppenausstellung in der Nationalversammlung), Sbikha (Gruppenausstellung), Sousse (Einzelausstellung im Kulturzentrum Yahia Ibn Omar), Tunis (Einzelausstellung im Kulturzentrum der Stadt Tunis), Washington (Einzelausstellung in der Weltbank)
- 1998: Profondeville (Gruppenausstellung in der Galerie Eagle’s Nest), Vasto (Gruppenausstellung im Castello Caldora), El Menzah (Ausstellung in der Galerie Ulysses), London (Gruppenausstellung in der Foreign Press Association), Naxxar (Gruppenausstellung im Palazzo Parisio), Paris (Gruppenausstellung in der International Academy of Lutece sowie Gruppenausstellung in der Galerie ASAC), Summit (Gruppenausstellung im New Jersey Zentrum für Bildende Kunst), Tunis (Ausstellung zum Wettbewerb Amina)
- 1999: Beirut (Gruppenausstellung im Palast der UNESCO)
- 2002: Paris (Einzelausstellung), Grenoble (Einzelausstellung)
- 2003: Paris (Ausstellung), Rades (Ausstellung in der Galerie Andalusien)
- 2004: Paris (Ausstellung im Institut du monde arabe)
- 2005: Paris (Ausstellung in der Galerie des Artikels), Sana'a (persönliche Ausstellung im französischen Kulturzentrum)
- 2006: Paris (Einzelausstellung im Palais de l’UNESCO), Seto, Tokyo, Chiyoda (Einzelausstellung), Toulouse (Einzelausstellung), Tunis (Einzelausstellung in der Galerie Yahia), Washington (Einzelausstellung im Kulturzentrum von Tunesien)
- 2007: Marrakesch, Tokyo (Einzelausstellung im City Club); Tunis (Einzelausstellung „Crazy Colors“ in der Galerie Medina)
- 2008: Bari (Gruppenausstellung in der Nuova voce – Fondazione Giorgio Correggiari), Valletta (internationale Gruppenausstellung), Lyon (Einzelausstellung), Mahrès (Gruppenausstellung beim Festival of Art), Nagoya (Gruppenausstellung in der Galerie Noritake Sakae), Paris (Ausstellung „Africa Week 2008“ in der UNESCO), Salammbo-Le Kram (Ausstellung in der Galerie Art-Libris), Seoul (Gruppenausstellung im Rahmen des World Artist Festival im Sejong Center), Turin (Einzelausstellung)
- 2009: L’Hay-les-Roses (Gruppenausstellung „Die großen Maler des Maghreb“), Paris (Gruppenausstellung „Sharing“, Solo-Show „Totally Amar“ in der Galerie Marassatrois).
- 2010: Galerie El Bab, Museum of Egyptian Modern Art, Kairo;[3] „Exposition de peinture d'Amar“, Galerie El Borj, La Marsa, Tunesien;[4] Gruppenausstellung „INSECTICIDE – AN ART EXHIBITION“, Loft at Liz's, Los Angeles[5]

## Bibliographie
- Amar. Der Garten von Farbe, hrsg. MC-Editions, Karthago, 2008. ISBN 978-9973-807-86-1.